# وكالة إحياء التراث والتنمية الثقافية
وكالة إحياء التراث والتنمية الثقافية هي مؤسسة عمومية تونسية ذات صبغة غير إدارية، تتمتع بالشخصية المدنية والإستقلال المالي وتخضع لأحكام القانون التجاري، أسست في 25 فبراير 1988، وتقع تحت إشراف وزارة الشؤون الثقافية.

## التاريخ
أحدث الوكالة بمقتضى القانون عدد 11 لسنة 1988 والمؤرخ في 25 فبراير من نفس السنة تحت اسم الوكالة القومية لإحياء واستغلال التراث الأثري والتاريخي، قبل أن يتغير اسمها إلى وكالة إحياء التراث والتنمية الثقافية بمقتضى القانون عدد 16 لسنة 1997 المؤرخ في 3 مارس 1997.

## المهام
تتمثل مهمة الوكالة في تنفيذ سياسة الدولة في مختلف المجالات الثقافية وخاصة منها المتصلة بإحياء التراث الأثري والتاريخي والتصرّف فيه وتنمية الإبداع الفكري والأدبي والفني ولهذا الغرض كلفت الوكالة خاصة:
- تحقيق وتنفيذ برامج إحياء التراث الأثري (حوالي ستين موقعا ومعلما ومتحفا).
- إعداد وتنفيذ البرامج الثقافية وتنظيم التظاهرات بالتعاون مع مختلف الإدارات والمؤسسات والهيئات والجمعيات المعنية.
- منح التراخيص اللازمة لتنظيم البرامج والتظاهرات ذات الصبغة الترفيهية أو التجارية بالمواقع والمعالم التاريخية بعد موافقة سلطة الإشراف.
- المساهمة في تطوير السياحة الثقافية بالتعاون والتنسيق مع مختلف المؤسسات المعنية.
- العمل على التعريف بالإنتاج الثقافي الوطني بجميع تعبيراته وترويجه وتوزيعه وطنيا ودوليا.
- العمل على الاستثمار وتبني المشاريع الثقافية والمساعدة على بعث الصناعات الثقافية.

- تستقبل أكثر من
1.000.000 زائرا سنويا
1.190.760 زائرا سنة 2019
- تتكوّن من 453 عونا
منهم 166 إطارا
  - تشرف على 62 موقعا أثريّا ومعلما تاريخيّا ومتحفا
7 منها تدخل ضمن الممتلكات الثقافيّة المسجّلة
في قائمة اليونسكو للتّراث العالمي

### أبرز إنجازات الوكالة[2]
سعت الوكالة منذ نشأتها لإنجاز مشاريع كبرى تستجيب لأهداف ثقافيّة وتربويّة وبيئيّة واجتماعيّة وسياحيّة واقتصاديّة أهمها:  
- إنشاء المنتزه الأثري بقرطاج سيدي بوسعيد ودقة وسبيطلة و أوذنة                          
- تهيئة قصر البارون ديرلانجي بسيدي بوسعيد الذي يحتضن حاليا مركز الموسيقى العربية والمتوسطية
- إعادة تأهيل أقدم منشآتها، مثل متحف باردو الشّهير، ومتاحف: النّفيضة ونابل والجم ومتاحف الفنون والتّقاليد الشعبيّة بالمنستير وحومة السّوق بجربة.
- فتح مواقع جديدة للزّائرين منها برج الحمّامات وطبرقة وقليبية وبرج غازي مصطفى بجربة والمهديّة ورباط سوسة وجامعها الكبير ورباط المنستير، وموقع المقاطع القديمة بالهوّارية والدّواميس المسيحيّة بسوسة ومواقع "فرادي مايوس" و "سيدي خليفة" بسوسة و"نيابوليس" بنابل وموقع الرّماديّة بقفصة
- ترميم وتهيئة وإحياء مركز تقديم تاريخ ومعالم مدينة تونس بالقصبة بالتّنسيق مع المعهد الوطني للتّراث  
- إصلاح عدّة أجزاء من الحنايا الرّومانية زغوان – قرطاج
- إثراء شبكة المتاحف بإنشاء وحدات جديدة بالمكنين أو شمتو أو متحف الصّحراء بدوز
- إحداث وتهيئة متاحف بالتعاون أو لفائدة أطراف أخرى مثل المتحف العسكريّ الوطني (بقصر الوردة) أو متحف خطّ مارث أو متحف الحرس الوطني أو متحف السّينما  
- الموقع الرسمي.

## مقالات ذات صلة
- قائمة المعالم الأثرية المصنفة في تونس
- المعهد الوطني للتراث
- قائمة متاحف تونس